# Стыка, Ян
Ян Стыка (пол. Jan Styka; 8 апреля 1858, Львов — 11 апреля 1925, Рим) — польский живописец, поэт и иллюстратор.

## Биография
Ян Стыка родился в семье чеха, австрийского офицера. Окончил гимназию при бернардинском монастыре во Львове. Продолжил своё образование в Венской академии изобразительных искусств, одной из самых известных и авторитетных школ изящных искусств в Европе того времени. Был награждён золотой медалью за написанную им картину «Улисс, преследующий вепря». После предоставления ему стипендии «Prix de Rome», совершил поездку в Италию, где создал много картин, черпая вдохновение от знакомства с лучшими произведениями известных итальянских мастеров живописи. Затем из Рима художник перебрался во Францию.
Вернувшись на родину проходил стажировку у Яна Матейко в Кракове. После окончания учёбы поселился во Львове, где имел мастерскую — студию. В 1888—1890 проживал в городе Кельце. С 1900 года он поселился в Париже, позднее с 1910 года жил в Италии (на острове Капри). У него было двое сыновей, также художников: Тадеуш (1889—1954) и Адам (1890—1959).

## Творчество
Ян Стыка был одним из самых известных художников не только Польши, но и мира. Прославился, создав ряд картин для 4-х крупноформатных панорам: «Рацлавицы», «Голгофа» (выставлялась в Львове, Варшаве, Москве и Киеве), «Мучение христиан в цирке Нерона» (1897) (выставлялась в Киеве), «Взятие Сибина» (генерал Бем в Трансильвании).
Первая Рацлавицкая панорама в настоящее время постоянно экспонируется во Вроцлаве (ранее находилась во Львове), «Голгофа» выставлена в мемориальном парке Форест-Лаун в калифорнийском Глендейле. Панорама «Голгофа» (англ. «The Crucifixion») признана самой большой в мире картиной на библейский сюжет. Панорама «Взятие Сибина», повреждённая в некоторых местах, сейчас находится в музее города Радом.
Другими замечательными произведениями Яна Стыки признаны «Полония» и серия иллюстраций из 15 картин к произведениям Генрикa Сенкевича «Quo Vadis» , Илиада и Одиссея Гомера. Ян Стыка создал также ряд картин исторического и батального жанра, на библейские сюжеты, серию палестинских этюдов, портретов известных людей, в частности, генерала Пулавского, Льва Толстого, Я. Падеревского и других.
Умер Ян Стыка в 1925 году и был похоронен в Риме.
В 1959 году прах художника был перевезён из Италии в США на кладбище Форест-Лаун в калифорнийском Глендейле, где был похоронен возле своего сына, художника Тадеуша Стыки, недалеко от амфитеатра где экспонируется его «Голгофа».

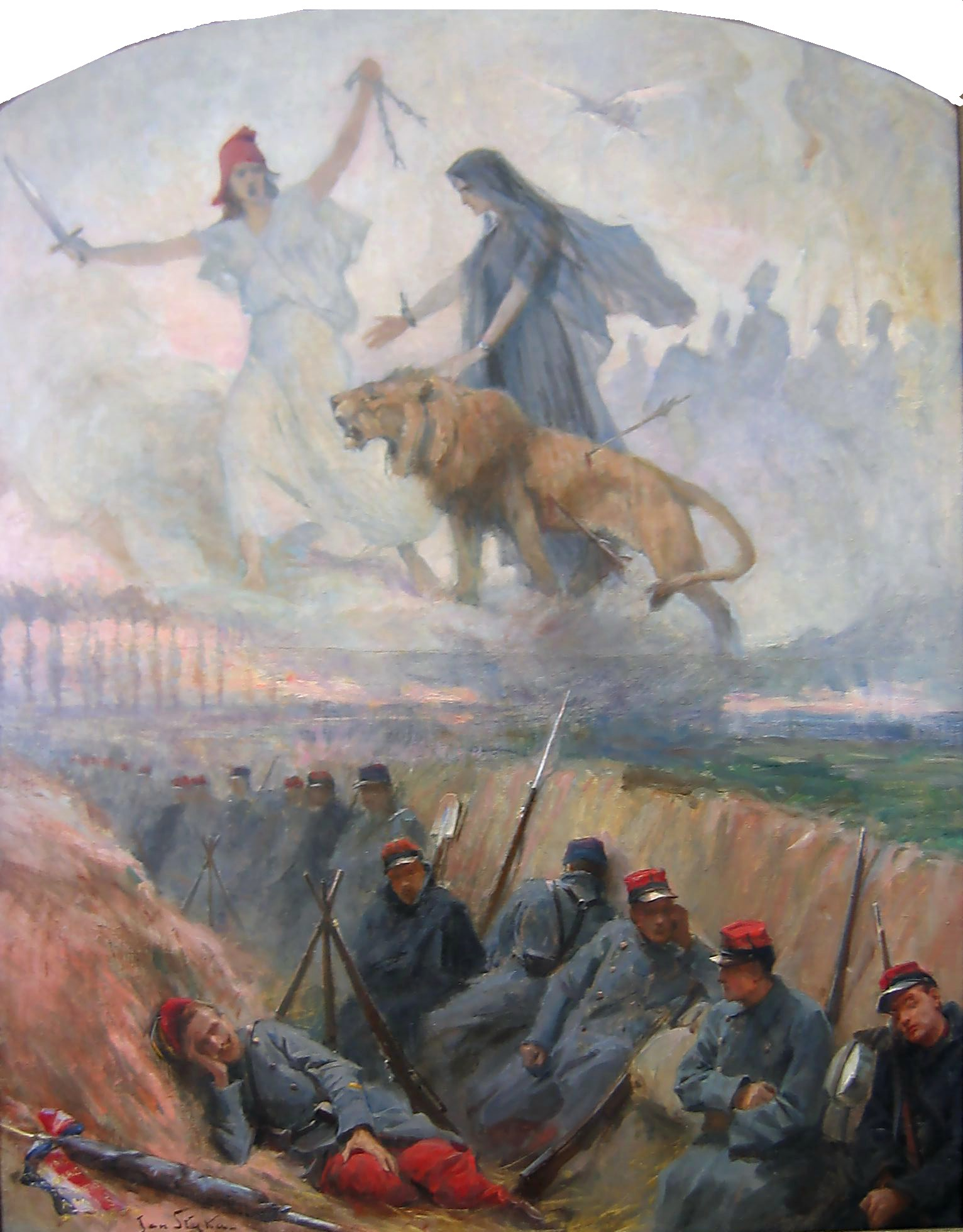
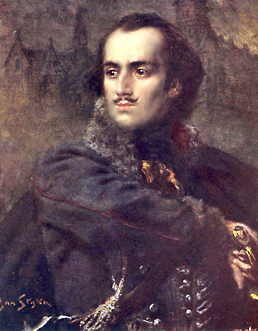
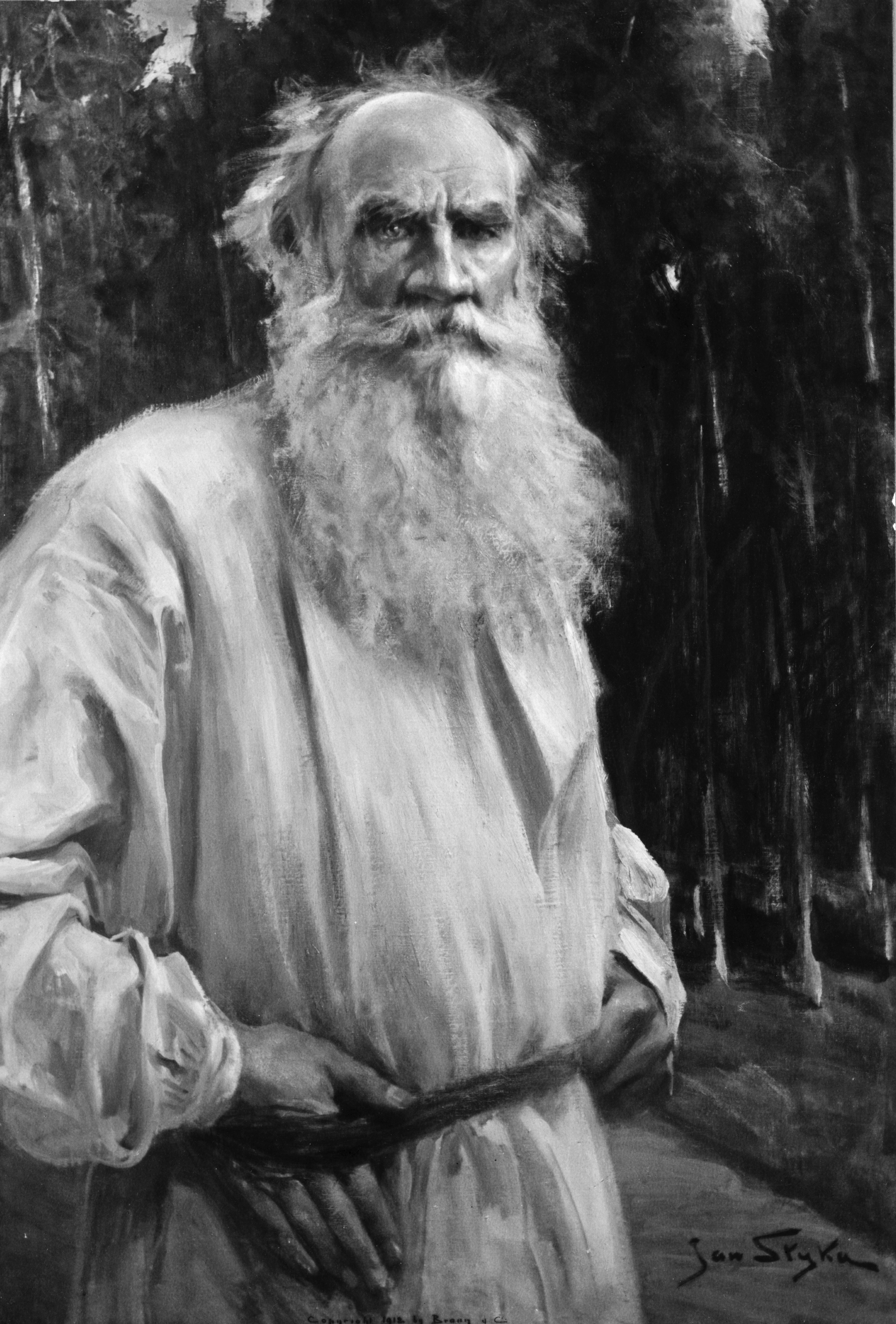
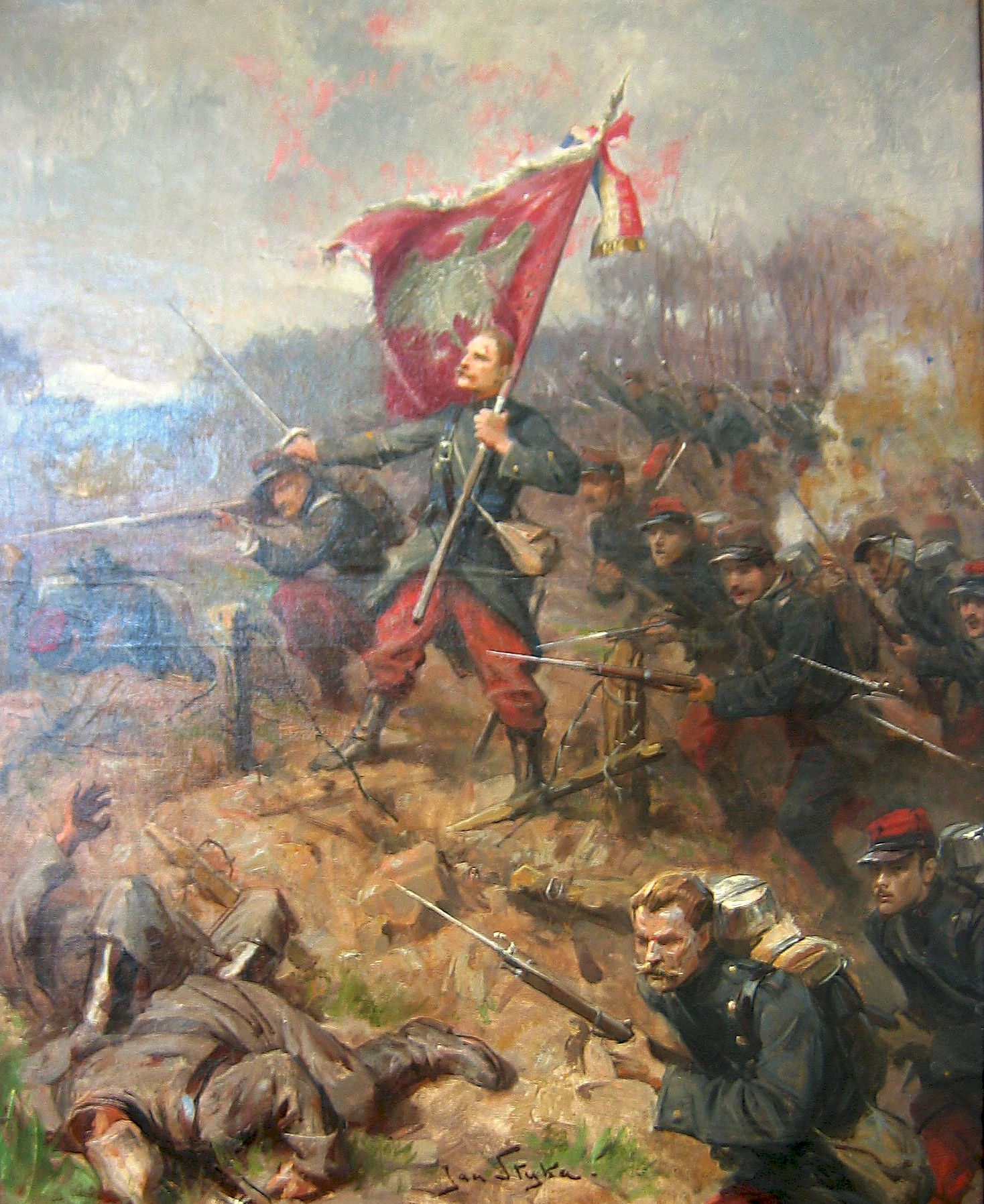
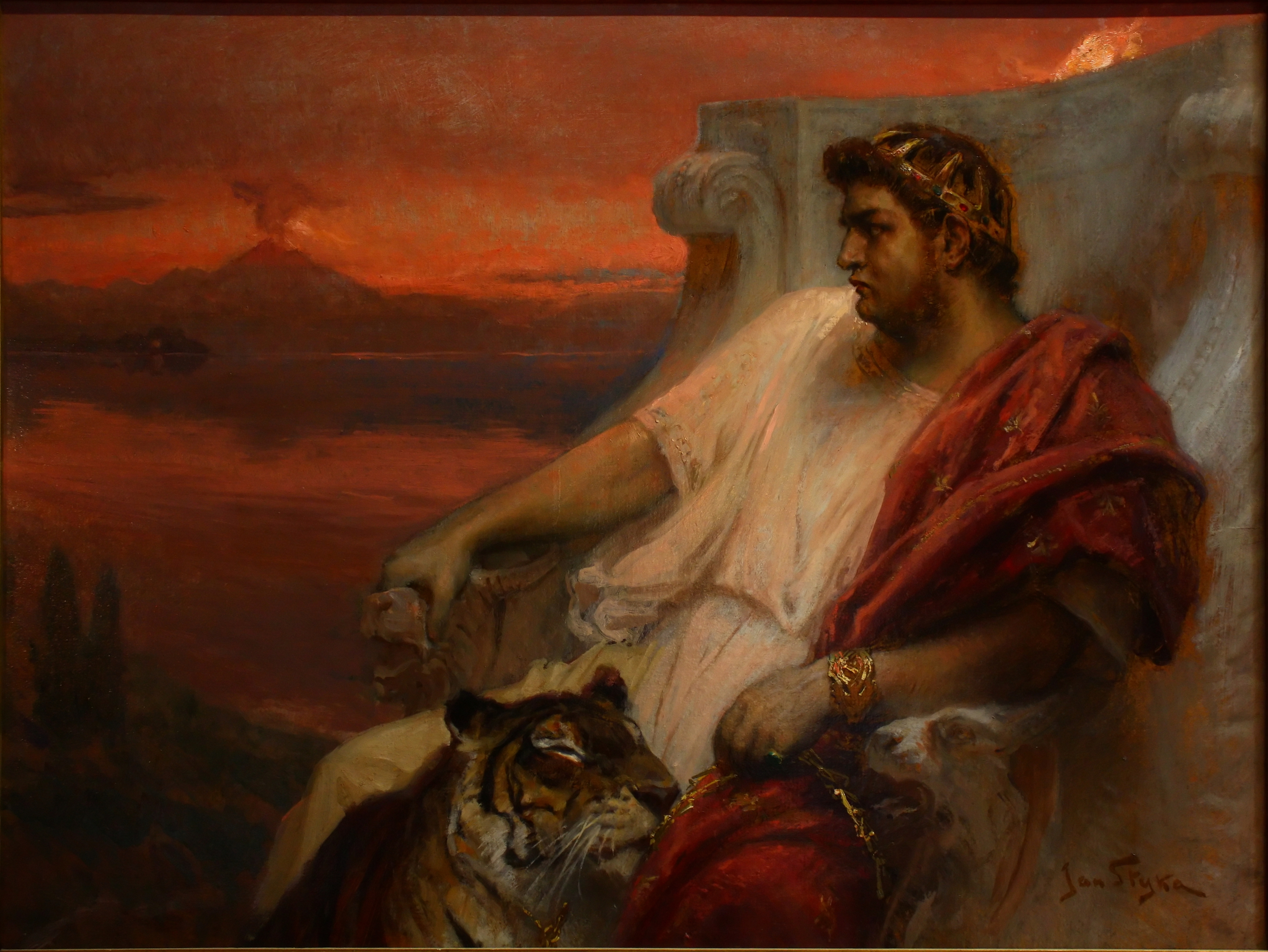